# Suhoi Su-27
Suhoi Su-27, în alfabetul chirilic Су-27, (denumire NATO: Flanker) este un avion de superioritate aeriană sovietic construit de Suhoi.  A fost conceput să concureze direct cu avioanele americane F-14 Tomcat și F-15 Eagle. Este foarte manevrabil, are rază de acțiune lungă și dispune de radar și armament aer-aer performant.
Proiectat la sfârșitul anilor '60 ca un avion de vânătoare de înaltă performanță cu sistem electronic de comandă (fly-by-wire) și cu abilitatea de a transporta până la 10 rachete aer-aer, Su-27 era unul dintre cele mai bune avioane de vânătoare din lume la vremea respectivă.  Primul prototip Flanker-A a zburat la 20 mai 1977, intrând în serviciu ca Flanker-B în 1984.
Flanker-ul a suferit câteva modificări aerodinamice de atunci încoace, astăzi numărul modelelor fiind de 5.  Su-27IB, numit Su-34, este un avion de atac la mare distanță, prevăzut cu 2 locuri unul lângă altul. Su-27UB Flanker-C, numit Su-30, este un aparat de interceptare și antrenament cu 2 locuri în tandem.  Versiunea navală, Su-27K Flanker-D, numit Su-33, a fost proiectat în 1992 pentru a opera pe portavioanele rusești.  Are aripi pliante, sistem de realimentare în aer, cârlig de apuntare, tren de aterizare întărit și aripi canard, în fața planelor principale.
Următoarea generație Flanker include Su-35 și Su-37 dotat cu tracțiune vectorizată, ambele mult îmbunătățite față de Su-27, cu aripi canard în fața planelor principale.

## Caracteristici generale
- Echipaj: 1 sau 2
- Lungime: 21,9 m
- Anvergură: 14,7 m
- Înălțime: 5,92 m
- Greutate, neînarmat: 16.380 kg
- Greutate, înarmat: 23.430 kg
- Greutatea maximă la decolare: 30.450 kg
- Propulsor: 2× Saturn/Lyulka AL-31F, 122,8 kN fiecare

Performanțe
- Viteză maximă: Mach 2,35 (2.500 km/h) la altitudine
- Autonomie: 3.530 km la altitudine; (1.340 km la nivelul mării)
- Plafon de operare: 18.500 m
- Viteză ascensională: 300 m/s
- Raport propulsie/greutate: 1,09

Armament
- 1 × tun 30 mm GSh-30-1 cu 275 de proiectile
- până la 6 rachete cu rază medie aer-aer R-27, 2 × rachete aer-aer cu rază scurtă cu cap termic R-73